# Île Muare
L’île Muare est un îlot de Nouvelle-Calédonie appartenant administrativement à la commune de l'Île des Pins.
Il s'agit d'amas rocheux. 